# Wels Hauptbahnhof
Wels Hauptbahnhof – stacja kolejowa w Wels, w kraju związkowym Górna Austria, w Austrii. Jest to stacja węzłowa. Łączą się tu linie kolejowe Wels-Pasawa, Westbahn, Almtalbahn i Aschacher Bahn.
Stacja została otwarta 1 kwietnia 1835. W 2005 dworzec przeszedł gruntowną modernizację.